# رنه فوکاشون
رنه فوکاشون (فرانسوی: René Foucachon‎؛ زادهٔ ۶ ژانویهٔ ۱۹۶۶) دوچرخه‌سوار اهل فرانسه است.